# Тарсинова, Ремзие Усеиновна
Ремзие́ Усеи́новна Тарси́нова (в девичестве — Бакка́л, крымскотат. Remziye Üsein qızı Tarsinova, Ремзие Усеин къызы Тарсинова; 9 декабря 1926, Симферополь — 7 апреля 2021, Крым) — советская таджикская, крымскотатарская и украинская танцовщица, балетмейстер. Художественный руководитель ансамбля «Хайтарма» (1992—2016). Народный артист Таджикской ССР (1983). Заслуженный артист Украины (2020).

## Биография
Родилась 9 декабря 1926 года в Симферополе. Отец — танцор и балетмейстер Усеин Баккал (1897—1973). Мать — пианистка Зоре Измайлова. Сёстры — Пакизе, Тамилла и Рушена.
Начала заниматься танцами в пять лет. Училась в детской студии танца Симферополя у В. Харченко. Окончила Симферопольскую балетную студию. Педагог — Константин Семёнович Бек. Во время депортации крымских татар в 1944 году семья была выслана в Таджикскую ССР. С 1947 по 1960 год — работала в музыкально-драматическом театре им. А. Пушкина в Ленинабаде, где главным балетмейстером являлся её отец. В начале являлась солисткой, а затем стала главным балетмейстером. Поставила танцы к спектаклям «Лейла и Меджнун», «Фархад и Ширин», «Камол Хучанди», «Пропащая госпожа».
В 1975 году начала создавать танцевальные программы для крымскотатарского ансамбля «Хайтарма». Выступала на открытии летних Олимпийских игр 1980 года в составе коллектива из 250 человек.
В 1989 году вернулась в Крым. Начала ставить танцы для крымскотатарского театра и ансамбля «Къырым». С 1992 года — художественный руководитель и балетмейстер ансамбля «Хайтарма» при Евпаторийском отделении Крымской государственной филармонии. В июне 2016 года была уволена с должности художественного руководителя ансамбля. Её последней постановкой стала вокально-хореографическая композиция «Бахчисарай-Хансарай».
Автор книги «С танцем по жизни» (2018)
Умерла 7 апреля 2021 года в Крыму. Похоронена на кладбище Абдал.

## Награды и звания
- Заслуженный артист Украины (21 августа 2020) — за значительный личный вклад в государственное строительство, социально-экономическое, научно-техническое, культурно-образовательное развитие Украины, весомые трудовые достижения и высокий профессионализм[12]
- Заслуженный артист Таджикской ССР (1961)[2]
- Народный артист Таджикской ССР (1983)[2]
- Почётная грамота Верховного Совета Таджикистана (1963 и 1970)[13]
- Медаль «Отличник искусств» (1977)[13]
- Медаль «Ветеран труда» (1977)[13]
- Медаль «За доблестный труд» (6 марта 2017)[14]
- Лауреат Государственной премии Крыма (1996)[13]
- Почётная грамота «Олимп-80» (1980)[13]
- Почётная грамота Верховной Рады АР Крым (25 января 1999) — за большой личный вклад в развитие национальной культуры и искусства Украины и Крыма, самобытное мастерство и высокий профессионализм[15][13]
- Значок «За активную работу» Министерства культуры СССР[5]

## Личная жизнь
Дочь — Гульнара Гуденко.